# Johannes Jansen (Schriftsteller)

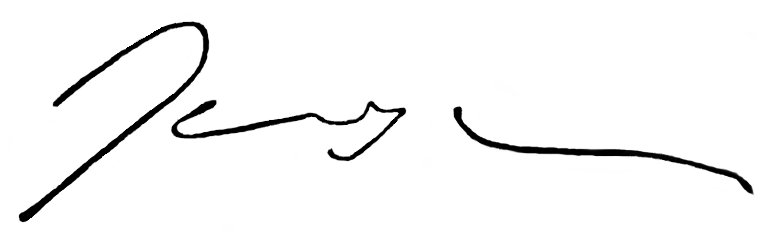
Unterschrift Johannes Jansen (1966) deutscher Schriftsteller

Johannes Jansen (* 6. Januar 1966 in Ost-Berlin) ist ein deutscher Schriftsteller.

## Leben
Johannes Jansen wuchs auf in Freiberg, Leipzig und Ost-Berlin. Er absolvierte eine   Lehre als Graveur und begann nach dem Wehrdienst bei der NVA ein Studium der Gebrauchsgrafik, das er jedoch nicht abschloss. Er arbeitete zeitweise in der Altenpflege und als Heilpädagoge. In den Achtzigerjahren gehörte er zu der im Ost-Berliner Bezirk Prenzlauer Berg ansässigen DDR-Avantgarde; seine Texte erschienen in Samisdat-Zeitschriften (u. a. in Ariadnefabrik, Bizarre Städte, Liane) und in teilweise vom Autor selbst gestalteten Künstlerbüchern. Jansen lebt heute als freier Schriftsteller in Berlin.
Johannes Jansen ist Verfasser von Prosatexten und Gedichten.
Johannes Jansen gehört seit 1995 dem Deutschen PEN-Zentrum an. Er erhielt unter anderem 1990 den Anna-Seghers-Preis, 1992 das Alfred-Döblin-Stipendium, 1996 den Preis des Landes Kärnten beim Ingeborg-Bachmann-Wettbewerb in Klagenfurt sowie 1997 eine Ehrengabe der Deutschen Schillerstiftung.

## Werke
- Fluchtblaetter ein Künstlerbuch (Berlin 1987), Johannes Jansen gemeinsam mit Bernd Janowski
- Johannes Jansen, Berlin 1988
- Innerhalb und außerhalb von jeher schlechterdings hoch wohl welt weit, Berlin 1989
- Problemtext o.t., Eggersdorf 1989
- Selbstversprengtes Suchbild, Berlin 1989 (zusammen mit Ute Zscharnt)
- Prost Neuland, Berlin 1990 ISBN 978-3-35101-754-5
- Fundzeug: Chamäleon, Siegen 1991
- Schlackstoff, Berlin 1991, ISBN 978-3-92617-818-3
- Ausflocken, Berlin 1992 (zusammen mit Wolf Spies)
- Reißwolf, Frankfurt am Main 1992, ISBN 978-3-51811-693-7
- Zügellos sorgsam, Berlin 1992
- Splittergraben, Frankfurt am Main 1993
- Hans Hiob, Berlin 1994
- Lost in London, Klagenfurt 1994 (zusammen mit Ute Zscharnt)
- Unsereins, Berlin 1994 (zusammen mit Antje Kahl)
- Heimat ... Abgang ... mehr geht nicht ..., Frankfurt am Main 1995 (zusammen mit Norman Lindner), ISBN 978-3-51811-932-7
- Standort, Gotha [u. a.] 1995 (zusammen mit Carsten Nicolai)
- Dickicht Anpassung, Edition Mariannenpresse, Berlin 1997 (zusammen mit Gangolf Ulbricht)
- Ausschlag, Dresden 1998 (zusammen mit Peter Wagler)
- Kleines Dickicht, Klagenfurt [u. a.] 2000
- Verfeinerung der Einzelheiten, Frankfurt am Main 2001
- Liebling, mach Lack!: Die Aufzeichnungen des Soldaten Jot Jot. Faksimiles (Reihe Kunstbuch 2004) von Daniela Seel (Herausgeberin), Johannes Jansen (Autor), Andreas Töpfer (Illustrator), Bernd Janowski (Illustrator), Roland Berbig (Nachwort) ISBN 978-3-93744-502-1
- Halbschlaf, Frankfurt am Main 2004
- Bollwerk, Idstein 2006
- Novembertrance, Berlin 2006
- Atem holen, immerhin ..., Berlin 2007
- Im keinland ist schönerland stumm, Idstein 2007
- Nicht Hin..s.eh.en, Berlin 2007
- Einsichten, Berlin 2010
- Katalyse, Berlin 2011
- Fortschritt, Berlin 2012
- kein richtig, kein falsch. Die Masken meiner totgesagten Freunde, Ripperger & Kremers, Berlin 2015. ISBN 978-3-943999-12-9 (signierte und nummerierte Vorzugsausgabe ISBN 978-3-943999-99-0)
- kein falsch, kein richtig. Aufzeichnungen eines Linkshänders, Ripperger & Kremers, Berlin 2015. ISBN 978-3-943999-13-6
- Ergebnis einer Isolation. Auszüge, Wallstein, Göttingen 2021. ISBN 978-3-8353-3942-2

### Lyrik
VORBEREITUNG AUF EINEN KRIEGSFILM

Johannes Jansen 1987 

dieser horizont

ist dem erdboden gleich

ein gleis mit worten drauf

und dran

sind immer die anderen

manchmal fangen wir an

mit dem streit

aber dran

sind immer die anderen

mit dem kopf richtung nordmeer

(zwischen berlin und den gibsabgüssen meiner weißen füßen

aus der skulturensammlung eines dogmaten jahrgang 33)

liegt ein Krieger begraben

unter der deutschen autobahn

dieser horizont

ist eine zeile auf dem papier

die front

liegt dahinter

sie geht

uns nichts an

wir sind europäer

und keine amerikaner

## Herausgeberschaft
- Mario Rotter: Mehr oder weniger freiwillig, Siegen 1992